# 샛개끝
샛개끝은 대한민국 경상남도 통영시의 섬 중 하나이다. 추도끝바리로 불리기도 한다. 2014년 12월 30일 대한민국의 특정도서로 지정됐다.

## 특정도서
샛개끝은 노치, 마린 포트홀, 염풍화혈 등 자연경관 우수하다. 해양무척추동물의 종 다양성과 서식처 다양성이 높다. 또한 멸종위기야생생물인 매가 서식하여 특정도서로 지정한다.
- 지정번호 : 제211호
- 주소 : 경남 통영시 산양읍 추도리 산64-1
- 면적 : 4,128m2